# Peter Fillmore
Peter Arthur Fillmore (* 28. Oktober 1936 in  Moncton) ist ein kanadischer Mathematiker, der sich mit Operatoralgebren befasst.
Fillmore studierte an der Dalhousie University mit dem Bachelorabschluss 1957 und an der University of Minnesota mit dem Masterabschluss 1960 und der Promotion 1962 bei Bjarni Jónsson (The dimension theory of certain cardinal algebras). Als Post-Doktorand war er bis 1964 Instructor an der University of Chicago und er war ab 1964 Assistant Professor und danach Professor an der Indiana University. 1970/71 war er Gastprofessor an der University of Toronto. Ab 1972 war er an der Dalhousie University, wo er zunächst eine Forschungsprofessur und ab 1976 eine Professur hatte. 1987 bis 1991 stand er der Mathematikfakultät vor. Sein Name ist mit der nach den Anfangsbuchstaben der Mathematiker Brown, Douglas und Fillmore benannten BDF-Theorie verbunden.
1977 war er Gastprofessor an der University of Edinburgh, 1984/85 am MSRI, 1990 Gastprofessor an der Universität Kopenhagen und 1994 am Fields Institute.
1973 bis 1975 war er Vizepräsident und 1994 bis 1996 Präsident der Canadian Mathematical Society. Er ist seit 1976 Fellow der Royal Society of Canada. Er ist Fellow der American Mathematical Society.
Fillmore ist seit 1963 verheiratet und hat drei Kinder.
Zu seinen Doktoranden zählen Nigel Higson, James Deddens und Masoud Khalkhali.

## Schriften
- A user´s guide to operator algebras, Wiley 1996
- Notes on operator theory, Van Nostrand 1970
- Herausgeber mit James Mingo: Operator algebras and their applications, American Mathematical Society, 2 Bände, 1997, 1998
- mit Lawrence G. Brown, Ronald G. Douglas Extensions of C*-algebras and K-homology, Annals of Mathematics, Band 105, 1977, S. 265–324 (Brown-Douglas-Fillmore-Theorie)[3]